# Westland Wessex
Il Westland Wessex era un elicottero utility medio biturbina con rotore a quattro pale sviluppato a partire dal Sikorsky H-34 dall'azienda aeronautica britannica Westland Aircraft nei tardi anni cinquanta.
Largamente utilizzato dalle British Armed Forces, le forze armate nazionali, per circa 30 anni, il Wessex è stato uno dei più importanti elicotteri in servizio nella Royal Air Force e Fleet Air Arm della Royal Navy, trovando impiego in combattimento durante la guerra delle Falkland del 1982.
Il modello ha goduto di un modesto successo d'esportazione, con la commessa più importante fatta al di fuori dei paesi del Commonwealth sottoscritta dal governo dell'Uruguay, dove venne principalmente adottato dalla Aviación Naval dell'Armada Nacional del paese sudamericano.

## Storia del progetto
Nei tardi anni cinquanta l'Admiralty, l'ammiragliato che nel Regno Unito era l'organo responsabile del comando della Royal Navy, era alla ricerca di un mezzo aereo in grado di sostenere, con caratteristiche adeguate di capacità tattiche e autonomia, tutte le tre fasi di una missione nella lotta antisommergibile, ovvero la caccia, l'individuazione e la distruzione dell'obiettivo.
La Westland, avendo individuato nella variante HSS-1 dell'elicottero S-58, sviluppato dalla statunitense Sikorsky Aircraft Corporation per la United States Navy, un aeromobile potenzialmente in grado di soddisfare tale esigenza, nel 1956 riuscì ad ottenere dall'azienda di Stratford una licenza per produrre il modello per il mercato nazionale. Allo scopo di migliorarne ulteriormente le caratteristiche, la Westland acquistò un HSS-1 per realizzarne una variante potenziata, sostituendo l'originale motore a pistoni radiale con uno a turbina, il turboalbero Napier Gazelle da 1 100 shp. In questa configurazione il prototipo, identificato con il seriale XL.722, volò per la prima volta il 17 maggio 1957 e, presentato alle autorità dell'ammiragliato britannico ottenne una commissione per due esemplari di pre produzione, indicati come Wessex HAS Mk.1, da avviare a prove di volo in condizioni operative, il primo dei quali volò il 20 giugno 1958.

## Tecnica
Il Wessex non era una macchina di concezione interamente britannica. Basata sullo statunitense Sikorsky S-58 (CH-34), si differenziava da questo per un aggiornamento motoristico, avendo sostituito l'originale motore radiale Wright R-1820 con una moderna turbina di concezione inglese, sempre sistemata nel muso, la cui caratteristica presa d'aria contribuisce all'aspetto massiccio ed austero del velivolo.
Inizialmente era montato un turboalbero Rolls-Royce Gazelle da 1 450 CV, in una versione chiamata HAS. Mk 1, la prima ad entrare in servizio.
L'abitacolo poteva ospitare due piloti ed era situato in posizione elevata rispetto al resto della fusoliera, con un eccellente campo visivo tutto intorno. La fusoliera era molto tozza, piuttosto corta e snella. Il rotore principale era un rotore articolato a 4 pale, collegato al gruppo riduzione del motore con un albero che passava vicino al comparto equipaggio. Questo poteva portare 16 uomini, o 7 barelle, o circa 1 800 kg di carico, eventualmente trasportabili anche agganciati sotto la fusoliera grazie ad un apposito gancio. Questi dati si riferiscono alla versione HC. Mk 2 destinata alla RAF.
La struttura, in lega leggera, comprendeva un carrello triciclo posteriore non retrattile. Il Wessex era molto veloce per i suoi tempi, e sostituì proficuamente il precedente elicottero Bristol 192. Il parco elettronico era assai sostanzioso, ma solo sugli esemplari della marina, dotati di un radar sistemato in un cupolino dorsale, l'unico posto dove poteva essere alloggiato, ed altre attrezzature per la navigazione sul mare e la ricerca antisommergibile.
L'armamento comprendeva due cariche di profondità, eventuali siluri leggeri ASW, mitragliatrici e due missili AS-12, con una gittata di 8 km e una testata di 30 kg, con compiti di impiego generico contro obiettivi di superficie. Si tratta di missili francesi, filoguidati e simili a dei grandi SS-11, molto diffusi (al pari dei loro fratelli minori) durante gli anni sessanta e settanta, anche perché erano praticamente gli unici missili di una certa potenza che gli elicotteri potessero portare, sia per la mancanza di alternative, sia per la mancanza di potenza che molte macchine avevano, ma che non costituiva un problema con gli AS-12. Ciascun missile pesava infatti circa 80 kg.
Il Wessex è stato costruito in diverse versioni. Le più interessanti sotto il profilo tecnico sono state indubbiamente quelle antisommergibili, poi sostituite sia dai Westland Lynx, più leggeri, che dai Sea King, più pesanti. Il radar sistemato in cupola dorsale (data la presenza del motore nel muso, praticamente il contrario di quanto accade normalmente) gli fece guadagnare il soprannome di "cammello".

## Impiego operativo
Il Wessex, agli inizi degli anni sessanta era un elicottero dalle prestazioni di tutto rispetto, e insieme al più piccolo Westland Scout, era l'elicottero di nuova generazione inglese; mentre però il più piccolo Scout era privo di attrezzature elettroniche sofisticate, il "Cammello" poteva essere impiegato in maniera autonoma ed anche in condizioni meteo difficili, specie nel modello Mk3.
Con il tempo, la sua efficacia come macchina imbarcata è stata intaccata sia dal più piccolo Lynx che dal grosso Sea King, elicottero di costruzione statunitense che era prodotto su licenza dalla stessa Westland, e che offriva prestazioni, elettronica e armamento migliori.
L'Mk3 e l'Mk5 però erano ancora molto diffusi agli inizi degli anni ottanta, ed ebbero modo di uscire dall'anonimato grazie alla partecipazione a un conflitto armato reale. Il Wessex venne infatti impiegato anche durante la guerra delle Falkland, e in quel teatro operativo il suo aspetto massiccio, con il posto di pilotaggio sistemato in alto sulla fusoliera e la sua verniciatura scura, hanno fatto bella mostra in molte foto di guerra.
La sua efficienza venne inficiata da numerose perdite, come i due esemplari distrutti a causa del maltempo durante un'azione e i 6 affondati con l'Atlantic Conveyor (colpito da missili Exocet). Il primo caso avvenne durante una missione sulla Georgia del Sud il 22 aprile 1982, ed ebbe luogo a Fortuna Glacier, causato da una bufera di neve che rese nulla la visibilità. Fortunatamente venne in soccorso il terzo elicottero disponibile, che salvò gli equipaggi degli altri due. L'altro avvenne il 25 maggio, quando gli argentini lanciarono un attacco contro la flotta inglese utilizzando i missili antinave di fornitura francese. Pare che questi vennero deviati dalle navi bersaglio originarie, ma agganciarono il grosso portacontainer inglese, dove erano stipati numerosi materiali, tra cui 10 elicotteri di tre tipi diversi. La nave, impossibilitata a difendersi, venne colpita e affondata in fiamme, segnando un duro colpo per lo strumento militare inglese.
Un altro elicottero Wessex, uno dei due soli Mk3 impiegati in guerra, venne distrutto il 12 giugno, quando l'hangar della nave Antrim venne colpito in pieno da un altro missile Exocet. Questo elicottero aveva la matricola XP142 ed era basato originariamente sulla Glasgow, messa poi fuori uso da un attacco aereo.
L'altro elicottero di questa versione era invece l'XM837, basato fin dall'inizio sull'Antrim. Questa macchina scoprì, il 24 aprile, un sottomarino argentino, il Santa Fe, in superficie, e lo danneggiò con le sue due bombe di profondità, impedendogli l'immersione; continuò poi a colpirlo con le mitragliatrici di bordo. Alla fine il sottomarino venne messo fuori uso dall'intervento di altri elicotteri. L'XM837 venne riportato in Gran Bretagna con ancora le schegge dei colpi del sottomarino, ed esposto come trofeo. Il suo posto venne preso, a bordo dell'Antrim, dal suo similare XP142, nel frattempo ritrovatosi senza nave madre; non ebbe davvero fortuna perché, come detto sopra, venne coinvolto nell'attacco missilistico del 12 giugno, giusto alla fine delle ostilità.
Gli squadroni di Wessex impiegati durante la Guerra erano per il resto equipaggiati con gli Mk.5, con le unità 845, 847 e 848. Le ultime due erano state costituite in loco con reparti di riserva e di addestramento, organizzati in tutta fretta per affrontare le esigenze belliche. Gli elicotteri distrutti sul Conveyor erano dell'848, mentre tra gli altri eventi degni di nota, un elicottero della 847 distrusse con un missile AS-12 il posto di comando della polizia a Port Stanley. Si trattò di un'azione dimostrativa, non priva di pericoli perché il capoluogo delle Falkland era pesantemente protetto da cannoni e missili antiaerei, e gli AS-12 erano appena sufficienti per stare fuori dalla zona più pericolosa. Il resto furono missioni di routine, prevalentemente trasporti e supporto logistico tra navi e reparti a terra, con alcune eccezioni quali azioni commando e ricognizioni tattiche.
Dopo la guerra, risultavano ancora in servizio 10 elicotteri, usati in compiti di soccorso in basi a terra. Gli elicotteri Mk2 sono rimasti a lungo in servizio nella RAF con gli stessi compiti. Altri elicotteri sono stati esportati in Ghana, Iraq e Brunei, verosimilmente comparabili allo standard Mk5.
Gli ultimi quattro Wessex HC.2 della RAF erano in servizio nell'84th Squadron sulla base di Akrotiri sull'isola di Cipro fino al gennaio 2003.
L'84th Squadron ha compiti di ricerca e soccorso e trasporto per le truppe dell'ONU presenti sull'isola.
Questi quattro Wessex erano identificati coi nomi dei semi delle carte da gioco, ogni elicottero aveva il proprio simbolo dipinto sulla coda.
- XR588 cuori (♥)
- XT675 picche (♠)
- XT680 quadri (♦)
- XV730 fiori (♣)

L'ultimo volo è stato compiuto il 31 gennaio 2003 dal XR588 cuori, che è stato anche il primo Wessex HC.2 consegnato alla RAF il 5 ottobre 1962.
I Wessex sono stati sostituiti da quattro Bell Griffon HAR.2, versione da ricerca e soccorso del Bell 412 con numero di matricola da ZJ-703 a ZJ-706.
I Griffon sono nettamente superiori come avionica ai Wessex ma hanno minore capacità di carico.

## Versioni

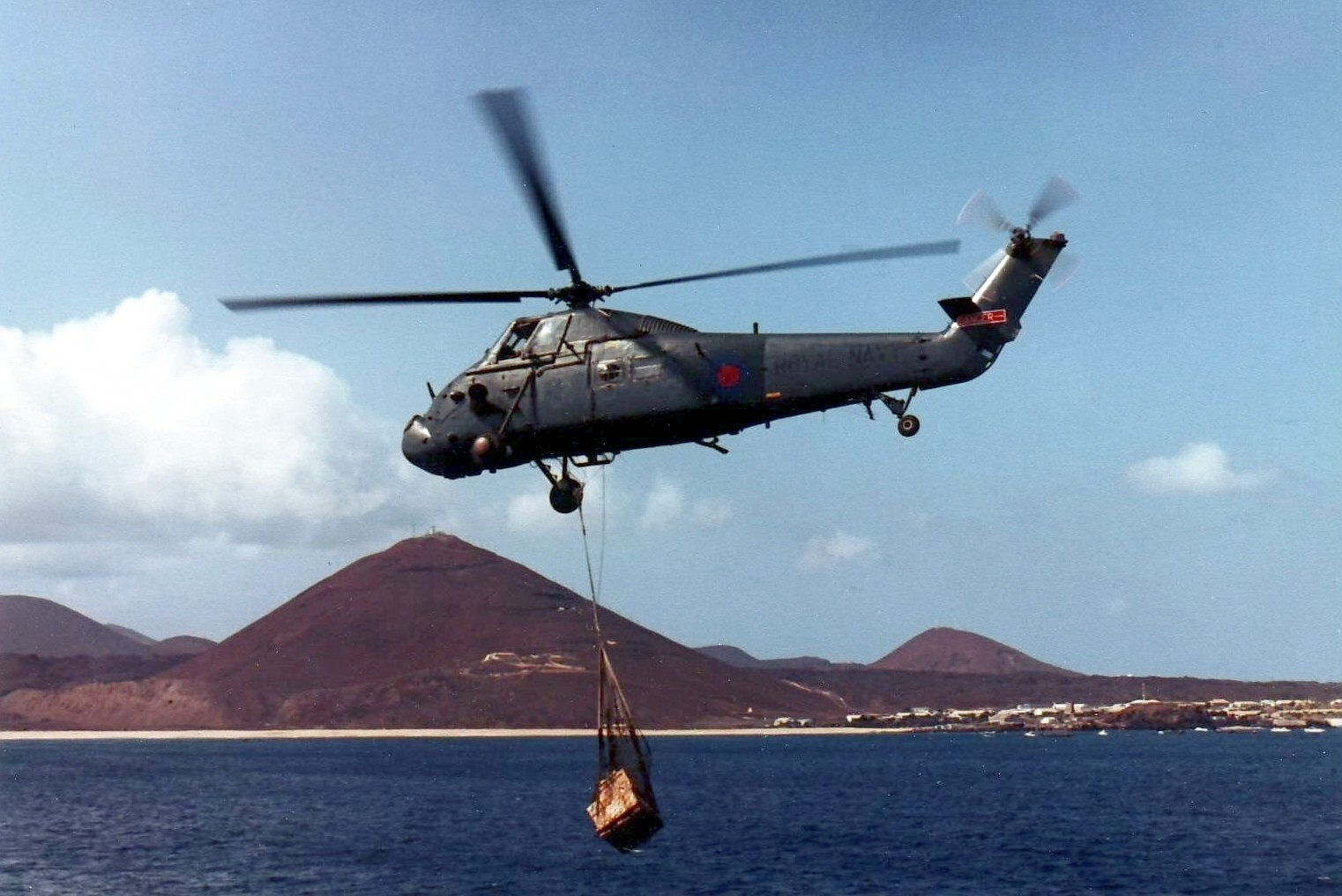
Un Wessex HU.Mk5 della Royal Navy mentre trasporta un carico nei pressi dell'isola dell'Ascensione (1982).

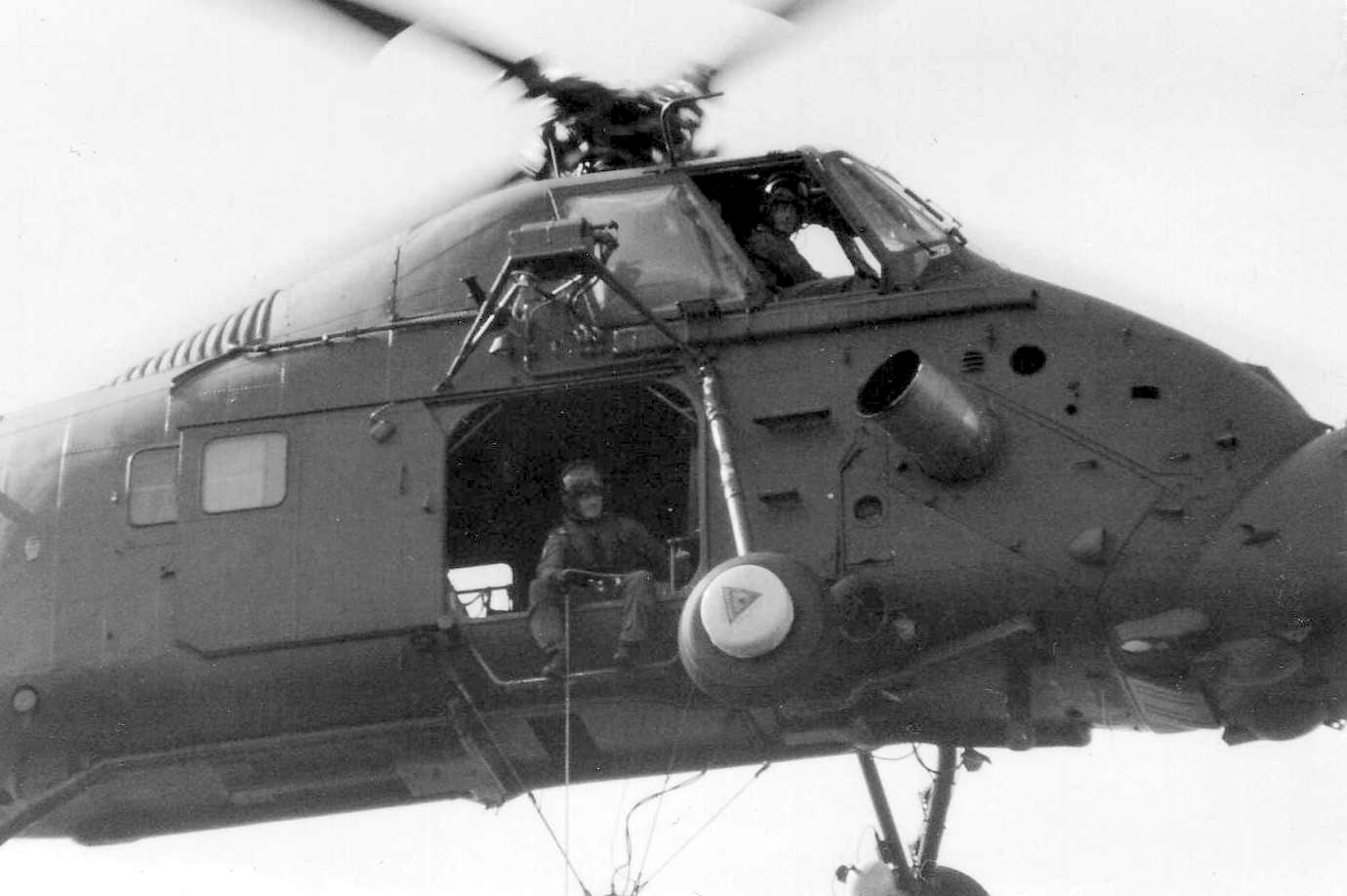
Ancora una visione ravvicinata di un Wessex durante le operazioni vicino all'isola dell'Ascensione (maggio 1982).

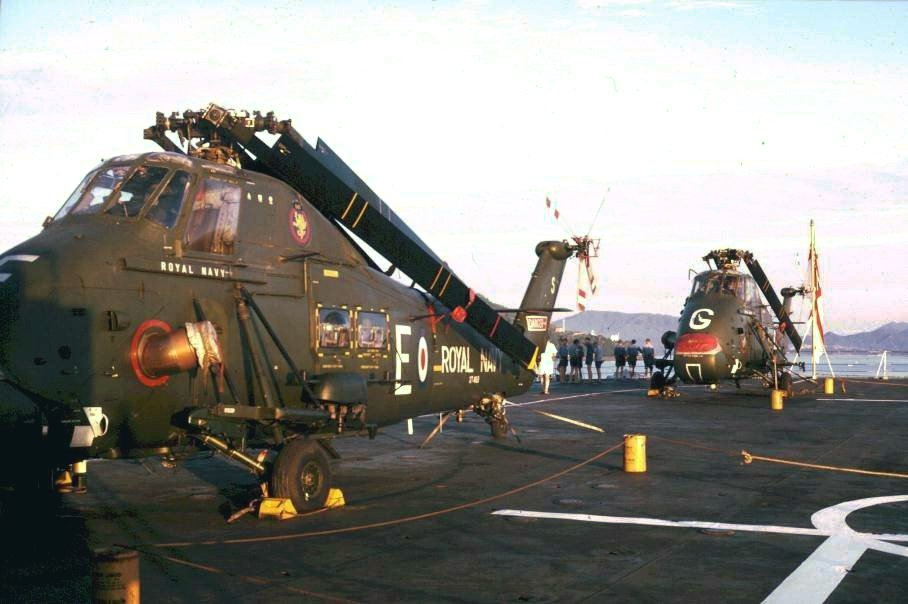
Due Wessex della Royal Navy sul ponte della nave da sbarco Classe Fearless HMS Intrepid.

- HAS.Mk1: dotata di turboalbero Rolls-Royce Gazelle, è stato il primo elicottero della Royal Navy con capacità operative ognitempo e di ricerca ASW.
- HC.Mk2: versione destinata alla RAF, dedicata al trasporto tattico.
- HAS.Mk3: versione per la Royal Navy, la prima con il radar dorsale, poi installato anche su alcuni Mk1.
- HCC.Mk4: il più "inglese" dei Wessex, due esemplari destinati alla Squadriglia della Regina, ovvero elicotteri in configurazione trasporto VIP.
- HU.Mk5: l'ultimo e più diffuso dei Wessex, realizzato in un centinaio di esemplari per la Royal Navy. dato che il ruolo anti sommergibile (ASW) era nel frattempo in fase di riassegnazione al Sea King, questo elicottero venne destinato al trasporto d'assalto nei Royal Marines Commandos. Aveva uno o due cannoni da 20 mm. Altre due mitragliatrici da 7,62 mm erano montate sui portelli laterali, che insieme ai due finestrini rappresentavano il contatto della squadra trasportata con l'esterno (questi portelli erano sistemati appena sotto e dietro l'abitacolo).

## Utilizzatori

### Militari
Australia
- Fleet Air Arm (Royal Australian Navy)

 Bangladesh
- Bangladesh Biman Bahini

operò con 2 esemplari dal 1973 al 1994.
 Brunei
- Tentera Udara Diraja Brunei

operò con 2 esemplari dal 1967 al 1971.
 Ghana
- Ghana Air Force

operò con 2 esemplari dal 1966 al 1978.
 Regno Unito
- Royal Air Force
- Fleet Air Arm (Royal Navy)
- Royal Marines

 Uruguay
- Aviación Naval (Armada Nacional)

opera con 8 esemplari dal 1991.
- Fuerza Aérea Uruguaya

opera con 2 Wessex HC.2 dal 1998.

### Civili
Regno Unito
- Bristow Helicopters

### Riviste
- Harrison, Neil. "World's Biggest VTOL Carrier". Flight International, 1 May 1969, pp. 725–727.